# Elmas Aeroporto
Elmas Aeroporto (wł. Stazione di Elmas Aeroporto) – przystanek kolejowy w Elmas, w prowincji Cagliari, w regionie Sardynia, we Włoszech. Położony jest na linii Cagliari – Golfo Aranci i obsługuje Port lotniczy Cagliari-Elmas. Oprócz funkcji łączących lotnisko ze stolicą Sardynii, jest to ważny punkt w systemie kolei aglomeracyjnej w Cagliari.
Według klasyfikacji RFI ma kategorię srebrną.

## Historia
Przystanek został uruchomiony w czerwcu 2013, z zamiarem połączenia bezpośredniego lotniska z miastem Cagliari, które do tej pory dostępne było tylko poprzez transport drogowy, prywatny lub publiczny ARST. 

## Linie kolejowe
- Cagliari – Golfo Aranci